# Neoproterozoico
Il Neoproterozoico è l'ultima delle tre ere geologiche in cui è suddiviso il Proterozoico e si estende da 1 000 milioni di anni prima della nostra epoca a 538,8 ±0,6 milioni di anni fa.
Si estende su uno dei più interessanti periodi in materia geologica, durante il quale la terra subì le più intense glaciazioni conosciute (in questa era le piattaforme glaciali raggiunsero forse l'equatore), e nell'ultimo periodo di questa era (Ediacarano) furono rinvenute le prime tracce fossili di vita pluricellulare, compresi i primi animali. 
È la parte finale del supereone detto Precambriano comprendente i tre eoni denominati Adeano, Archeano e Proterozoico, ai quali segue l'eone (e supereone) detto Fanerozoico, l'eone attuale, il cui primo periodo era il Cambriano, appartenente all'era Paleozoica.

## Suddivisioni
La Commissione Internazionale di Stratigrafia riconosce per il Neoproterozoico una suddivisione in tre periodi, ordinati dal più recente al più antico secondo il seguente schema:
- Ediacarano, da 635 a 538,8 ±0,6 milioni di anni fa
- Cryogeniano, da 720 a 635 milioni di anni fa
- Toniano, da 1 000 a 720 milioni di anni fa

## Contenuto fossilifero
La nozione di Neoproterozoico si presentò sullo scenario geologico in epoca relativamente recente, all'incirca dopo il 1960. Nel XIX secolo i paleontologi stabilirono l'origine della vita multicellulare con la comparsa dei primi animali dotati di guscio calcareo, le trilobiti e gli archeociatidi, attribuiti all'inizio del periodo Cambriano, allora facente parte della suddivisione denominata era primaria.
Una fauna più complessa fu ritrovata nell'Africa del Sud Ovest intorno al 1920, ma non fu mai datata con precisione. Altri reperti furono trovati nel 1940 nel sud dell'Australia ma non furono completamente identificati fino agli anni '50. Altri possibili fossili primordiali furono trovati in Russia, Inghilterra, Canada, e in altri siti (vedi biota Vendiano). Qualcuno venne qualificato come pseudofossile, mentre per altri sono state rilevate caratteristiche tipiche di membri di bioti piuttosto complessi ancora male interpretati.
Almeno 20 regioni nel mondo presentano tracce fossili di metazoi risalenti a prima dell'inizio del periodo Cambriano classico, nella successiva era Paleozoica dell'eone Fanerozoico (la frontiera con il successivo eone dovrebbe caratterizzare l'origine della vita pluricellulare evoluta).
Alcuni degli animali primordiali di questa era sembrano essere possibili antenati di animali attuali. Altri ricadono in gruppi ambigui, come animali di forma discoide o medusoide, comunque a corpo morbido, o corazzati da sottili tubolari calcarei, e vari animali corazzati di provenienza sconosciuta. Questi sono generalmente classificati come animali Ediacarani o Vendiani. Molti hanno corpi soffici. La relazione di questi con le forme viventi moderne è tuttora sconosciuta. Alcuni paleontologi relazionano qualcuna o molte di queste forme con gli animali moderni. Altri riconoscono alcuni rapporti possibili o persino probabili, ma ritengono che la maggior parte delle forme dell'Ediacarano siano classificabili in un phylum per ora non identificato.

## Morfologia

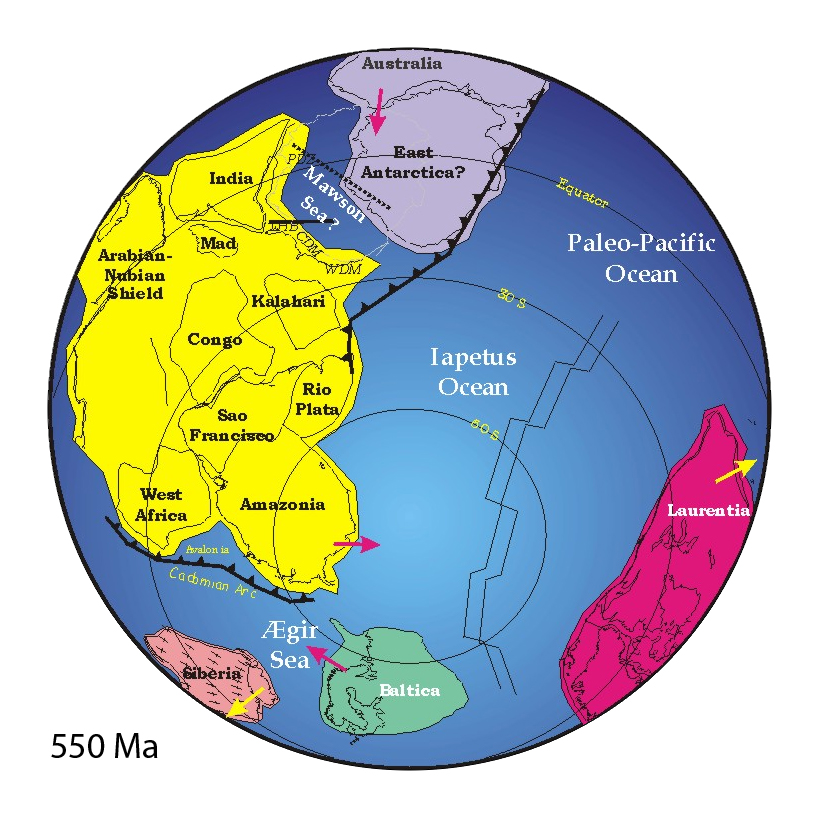
I continenti alla fine del Neoproterozoico, circa 550 milioni di anni fa.

Geologicamente, si pensa che durante il Neoproterozoico siano avvenuti dei complessi movimenti continentali; il supercontinente detto Rodinia, che si era formato nell'immediatamente precedente periodo Steniano dell'era del Mesoproterozoico, e che si trovava a cavallo dell'equatore, si spezzò in otto (o più) parti.
Molteplici massicce glaciazioni planetarie avvennero in questa era, soprattutto le note glaciazioni Sturtiana e Marinoana, le più grandi finora conosciute, avvenute rispettivamente 750 e 600 milioni di anni fa ed entrambe facenti parte del Cryogeniano. La potenza di tale fenomeno totale e planetario fu forse tale da ricoprire di banchisa polare persino le terre equatoriali, e per questo motivo è noto come il fenomeno della Snowball Earth o Terra a palla di neve.

## Nomenclatura
La nomenclatura del Neoproterozoico fu in passato instabile e controversa. I geologi russi si riferiscono al periodo Neoproterozoico come il Vendiano, mentre i cinesi lo chiamano Siniano, e molti Australiani e Nord Americani usano il nome Ediacarano. Comunque, nel 2004 la International Union of Geological Sciences (IUGS) () ratificò l'Ediacarano come l'ultimo periodo geologico dell'era Neoproterozoica, avvenuto fra 635 e 538,8 ±0,6 milioni di anni fa.